# خاندان جولیا
خاندان ژولیا (به لاتین: Gens Julia) یا جولیا یک خاندان رومی باستان، شامل برخی از تأثیرگذارترین شخصیت‌های ایالتی بود. نسب الهی آنها از طریق محور ونوس - آینیاس - ایولوس افسانه‌ای است. یک خاندان پاتریسی تاریخ روم و برخواسته از پادشاهی آلبا لونگا بودند. این نام از ژولیوس مشتق شده‌است که در اساطیر رومی فرزند آینیاس و نیز مؤسس و نخستین پادشاه آلبا لونگا است، جایی که روم بعدها از آن نشأت گرفت. افراد خاندان یولی به‌سبب آینیاس ــ که فرزند ونوس بود ــ خود را از رگ و ریشه خدایان می‌دانستند. چنان‌که از طریق سوئتونیوس می‌توان دید، در ابتدا این ژولیوس سزار (در لاتین: یولیوس کایسار) بود که در باب این ریشه شاهانه و الاهی سخن راند؛ هنگامی که در مراسم تدفین عمه‌اش «یولیا» گفت:
«تبار مادری عمه‌ام یولیا از پادشاهان برمی‌خیزد و تبار پدری‌اش هم با خدایان نامیرا مرتبط است. بدین معنا که مارکی رِگِس‌ها (که نام فامیلی مادر او بود) از نسل آنکوس مارکیوس، و یولی‌ها (که خانواده ما شاخه‌ای از آن است) نیز از نسل ونوس‌اند. بدین‌ترتیب در رگ و ریشه[ی عمه‌ام] هم تقدس شاهان ــ کسانی‌که در میان انسان‌ها بس متنفذ هستند ــ و هم حرمت خدایان ــ که فی‌نفسه پادشاه هستند ــ یکجا موجود است.»— Suetonius، De vita Caesarum/ Vita Divi Iulii, 6

خاندان جولیا یا ژولیان یکی از برجسته ترین خانواده های اشرافی در روم باستان بود. اعضای نسل در سالهای اولیه جمهوری روم به بالاترین اعتبار دولت دست یافتند. اولین عضوی از خانواده که منصب کنسولی را بر عهده گرفت گایوس جولیوس ایولوس (کنسول ۴۸۹ قبل از میلاد)  بود. اما این نسل احتمالاً بیشتر به خاطر گایوس ژولیوس سزار، دیکتاتور و عموی بزرگ امپراتور آگوستوس، که از طریق او دودمان به اصطلاح ژولیو-کلودین در قرن اول پس از میلاد تشکیل شد، شناخته شده است. نام ژولیوس یا جولیوس در دوره امپراتوری بسیار رایج شد.